# アメリカナミウズムシ
アメリカナミウズムシ (アメリカ並渦虫、Girardia tigrina）とは、扁形動物門三岐腸目サンカクアタマウズムシ科に属するウズムシの一種。日本では外来種。

## 分布
南北アメリカ大陸が原産である。南アメリカでの分布が在来であるかどうかは定かではない。1800年代からヨーロッパでみられるようになり、熱帯魚飼育が普及したことで、第二次世界大戦後、世界中に広がった。現在では世界で散発的に分布している。

## 形態
成体の体長は10 - 20 mm程度である。頭には角のようにみえる2つの大きな耳葉があり、鈍三角形。両眼の間隔は狭い、同じ属の種同様、咽頭表面に淡灰色の色素斑や色素層が明瞭に認められる。咽頭は普段は腹面中央付近の口の中にしまわれており、摂餌するときだけ外に伸びて餌を吸い込むチューブ状の器官のため、摂餌で咽頭を伸ばした時か、固定標本であれば口を切開することで容易に観察できる。日本の在来種のナミウズムシは咽頭が無斑で、その点でも見分けらる。学名のtigrinaはラテン語でトラの意味であり、体表の目立つ虎柄の模様に由来する。ただし、模様には個体差があり、変異が大きい。体の大きさや体色についても変異が大きい。通常X＝8であるが、琵琶湖では二倍体や三倍体も確認されている。

## 生態
近縁種と同様、再生能力が高く、分裂により増殖する。
日本では生殖個体は確認されておらず、無性生殖を行っていると思われる。肉食性。

## 外来種問題
観賞魚の広まりと共に先進国を中心に北米から世界に広がった。自然界及び生態系への影響は定かではない。
日本では1960年代に熱帯魚水槽で確認されるようになったのが初期の記録である。
1980年代に名古屋市と横浜市の熱帯魚水槽での記録がある。野外での定着は1990年代に長崎市の浦上川での記録が最初であり、その後、琵琶湖、兵庫県加古川市、茨城県水海道市などでも確認されている。水海道市鬼怒川水系での例では、本流及び支流からかなり離れた郊外の水田地帯の灌漑用水路でも確認されている。

## アメリカナミウズムシ属
アメリカナミウズムシ属（Girardia）南北アメリカでみられるサンカクアタマウズムシ科に属すグループ。アメリカツノウズムシなどの一部の種は、観賞魚の普及に伴い世界中に広がったことで、各国で外来種扱いを受けている。 咽頭表面に淡灰色の色素斑や色素層が認められる。